# 吉良持助
吉良 持助（きら もちすけ）は、室町時代中期の武将。後期東条吉良（下吉良）氏4代当主。三河国東条城主。
吉良持長の子として誕生。生年は不明であるが、『新編西尾市史』では持助の息子である等康が喝食から得度・出家して度僧になったという長禄2年（1458年）の記録をもとに、応永31年（1424年）頃かとしている。これにしたがえば、足利義持が没する前後に誕生したこととなり、「持助」の「持」は将軍から偏諱を与えられたものではなく、父親から継いだ通字ということになる。
長禄2年12月2日、持助は8代将軍・足利義政に対し、古河公方・足利成氏討伐のための関東出陣について季瓊真蘂を通じて書状を提出している。弟の頼高は武蔵吉良氏に養子として入っており、持助は彼を通じて関東の情勢を把握しやすい立場にあった。『吉良町史』は、史料では確認できないものの、持助は同年5月の足利政知の関東下向に随行することになっており（実際に一時随伴したとする）、その際に得た情報を書状にまとめて提出したのではないかとする。一方、『新編西尾市史』では関東の情勢報告も考えられるが、むしろ成氏討伐の中止を進言し頼高が戦禍に巻き込まれないようにしたのではないかとしている。
翌長禄3年（1459年）12月、足利義持の33回忌法要の費用10貫文を献上した「吉良右兵衛頭」が見えるが、これが持助と考えられる（「右兵衛頭」は「右兵衛督」の誤記とされる）。
長禄4年（1460年）9月、家督争いに敗れた畠山義就が京都の自邸を焼き払って河内へ没落したが、諸大名が具足を着けて室町御所に参上し洛中が騒然とする中、「下吉良殿父子」も具足着用のうえ参上している。これは持助と息子の義藤を指すとされる。
『碧山日録』に寛正4年（1463年）2月2日、「少林檀越吉良玉山公」の百日法要が京都の七沢で営まれたという記事があり、持助の道号を「玉山」とする系図があることから、持助の百日法要と考え、逆算して寛正3年（1462年）10月21日が持助の没年月日と考えられる。